# Friday the 13th: The Final Chapter
Friday the 13th: The Final Chapter é um filme de terror norte-americano de 1984, do subgênero slasher, dirigido por Joseph Zito. É o quarto filme da série Sexta-Feira 13 e sua história se passa após os eventos de Sexta-Feira 13 - Parte 3. Jason Voorhees, após reviver de sua ferida mortal no crânio, retorna a Crystal Lake e continua sua matança, atacando uma família e um grupo de adolescentes. O filme foi protagonizado por Corey Feldman, Ted White, Kimberly Beck e Crispin Glover.
O filme supostamente deveria terminar a série e foi anunciado como "O Capítulo Final", no entanto, a franquia teria ainda outras sequências. O sucesso financeiro do longa-metragem dissuadiu a Paramount Pictures de aposentar a franquia, uma vez que o filme arrecadou mais de US$ 32 milhões nos Estados Unidos. Apesar das críticas negativas que recebeu, o sucesso do filme levou à produção de mais uma sequência, Friday the 13th: A New Beginning, em 1985.

## Sinopse
Na noite após os eventos em Higgins Haven, o corpo de Jason Voorhees é encontrado e levado ao necrotério. Depois de se recuperar de seus ferimentos e de escapar do frio, ele mata o legista Axel com uma serra e depois apunhala a enfermeira Morgan com um bisturi. No dia seguinte, um grupo de adolescentes vai de carro até uma casa que alugaram em Crystal Lake para passar o fim de semana. O grupo é formado por Paul, sua namorada Sam, a virgem Sara, seu namorado Doug, o socialmente desajeitado Jimmy e o brincalhão Ted. No caminho, o grupo se depara com a lápide de Pamela Voorhees e com uma caroneira, que logo é morta por Jason.
Chegando a seu destino, os adolescentes conhecem os vizinhos Trish Jarvis, seu irmão de 12 anos, Tommy, sua mãe e o cachorro da família, Gordon. Ao saírem para passear no dia seguinte, os adolescentes decidem nadar nus num lago próximo à casa das gêmeas Tina e Terri. Trish e Tommy eventualmente encontram o grupo e Trish é convidada para uma festa que darão naquela noite. Mais tarde, o carro onde estavam Trish e Tommy quebra e eles são ajudados por um jovem forasteiro chamado Rob. Eles o levam para a casa deles, onde Tommy mostra a Rob várias máscaras de monstros que ele fez e então Rob sai para acampar.
Quando a noite chega, os adolescentes começam a festa. Sam vê Tina flertando com Paul e vai embora enciumada. Ela vai até o lago, onde Jason a empala debaixo de uma jangada. Quando sai para procurar a namorada, Paul é esfaqueado na virilha por um arpão. Teri tenta sair da festa cedo, mas antes que ela possa pegar sua bicicleta, Jason a mata com uma lança. Depois de dormir com Tina, Jimmy desce para pegar uma garrafa de vinho. Jason empala a mão de Jimmy com um saca-rolhas e depois o acerta no rosto com um cutelo de carne. Tina olha por uma janela quando é atacada por Jason e atirada para a morte, caindo sobre o carro. Enquanto Ted, sob efeito de drogas, assiste a um filme erótico antigo através de um projetor de filmes, Jason o esfaqueia na cabeça do outro lado da tela do projetor. Jason então vai para o segundo piso da casa, onde Doug e Sara estão terminando de fazer amor no chuveiro. Depois que Sara sai, Jason mata Doug, esmagando a cabeça contra o azulejo do banheiro. Sara tenta escapar pela porta da frente, mas Jason atira um machado contra ela, matando-a.
Ao voltarem da cidade, Trish e Tommy descobrem a queda de energia. Enquanto procurava por sua mãe, que já havia sido morta por Jason, Trish pede ajuda a Rob. É revelado que Rob é na verdade irmão de uma vítima de Jason, Sandra, morta no segundo filme. Rob explica que Jason ainda está vivo e que ele veio para Crystal Lake para se vingar pelo assassinato de sua irmã. Preocupados com a segurança de Tommy, Trish e Rob voltam para a casa e encontram nos corpos dos adolescentes nos arredores. Gordon foge e Rob é morto por Jason no porão, enquanto Trish corre para casa.

Cena do final alternativo, na qual é revelado o corpo da mãe de Trish, não mostrado na versão original, e um novo encontro em sonho com Jason.

Trish e Tommy tentam se proteger dentro da casa, mas Jason aparece e os persegue até o quarto de Tommy. Trish atrai Jason para fora da casa e escapa, depois volta para a casa e fica arrasada ao saber que Tommy ainda está lá. Ela percebe Jason atrás dela e tenta detê-lo com um facão, mas é dominada. Tommy, disfarçado para se parecer com Jason quando criança, o distrai o suficiente para que Trish o acerte com o facão, mas ela só atinge a máscara. Enquanto Trish fica horrorizada com o rosto deformado de Jason, Tommy pega o facão e acerta a testa de Jason, fazendo-o cair sobre o facão e partir a cabeça com o impacto. Quando Tommy percebe que os dedos de Jason estão se movendo, ele continua a desmembrar seu corpo, gritando "Morre! Morre!" enquanto Trish grita desesperadamente.
No hospital, Trish é visitada por Tommy. Ele corre, a abraça e lança um olhar perturbador para a câmera.

### Final alternativo
Um final alternativo para o filme, incluído na edição deluxe do DVD de 2009, mostra uma sequência de sonho, onde Trish e Tommy acordam na manhã seguinte ao som de sirenes da polícia, depois de matarem Jason. Trish pede para Tommy chamar a polícia. Então ela percebe água pingando do teto e vai investigar. Ela entra no banheiro no andar de cima, e encontra o corpo de sua mãe, que se afogou na banheira. Nesse momento, a Sra. Jarvis abre os olhos e Jason aparece atrás de Trish pronto para atacar. Trish, de repente, acorda no hospital, em uma cena que lembra o final do primeiro filme. Nos comentários, o diretor diz que esta cena foi cortada porque interferia na ideia de que este seria o último filme da série. Apesar disso, a série Sexta-Feira 13 continuou alguns anos depois, ressuscitando Jason na forma de zumbi imortal em Friday the 13th Part VI: Jason Lives.

## Elenco
- Kimberly Beck como Trish Jarvis
- Erich Anderson como Rob Dier
- Corey Feldman como Tommy Jarvis
- Barbara Howard como Sara
- Joan Freeman como Senhora Jarvis
- Peter Barton como Doug
- Crispin Glover como Jimmy
- Judie Aronson como Samantha
- Camilla More como Tina
- Carey More como Terri
- Lawrence Monoson como Ted
- Alan Hayes como Paul
- Bruce Mahler como Axel
- Lisa Freeman como Enfermeira Morgan
- Bonnie Hellman como Caroneira
- Ted White como Jason Voorhees (não creditado)

## Produção
Quando Sexta-Feira 13 - Parte 3 foi lançado pela primeira vez, inicialmente se assumiu que a série terminaria como uma trilogia, embora não houvesse nenhum subtítulo para indicá-lo como o último filme da franquia. Em 1983, espalharam-se rumores de que a Paramount havia anunciado a quarta sequência como "O Capítulo Final", uma vez que a empresa se envergonhava da série e não queria ter qualquer associação com ela, sendo esta a possível razão pela qual a distribuidora queria terminar a saga de Jason Vooheers naquele momento.
Os executivos da Paramount estavam cientes de que o público estava perdendo o interesse pelo gênero slasher e acharam que era uma boa escolha concluir a série. No entanto, a ideia veio de Frank Mancuso Jr. (filho do CEO da Paramount, Frank Mancuso Sr.), enquanto se realizavam a Parte 2 e a Parte 3 e ele sentiu que ninguém o respeitava por isso, independente de quanto dinheiro rendessem. Querendo trabalhar em outros tipos de projetos cinematográficos, ele decidiu que acabar com a franquia e matar Jason era uma boa ideia.

### Roteiro
Joseph Zito, diretor de The Prowler, foi inicialmente escolhido para dirigir e escrever o roteiro do filme. Embora Zito não fosse roteirista, o contrato permitia que ele recebesse o dobro de dinheiro para realizar ambos os trabalhos, o que o levou a aceitar. Zito usou secretamente seu salário extra para contratar Barney Cohen para escrever o roteiro. Esse processo envolveu Zito recebendo longos telefonemas noturnos para Phil Scuderi a fim de discutir a história e o roteiro do filme. Mais tarde, Zito se encontrou com Cohen em um apartamento em Nova York para usar os conceitos que Scuderi havia oferecido, os quais eles transformariam no roteiro definitivo. Cohen permaneceu creditado como o roteirista do filme, mas ele e Zito acabaram tendo problemas com o Writer's Guild of America, associação que representa os escritores de cinema e televisão norte-americanos.
Na série Sexta-Feira 13, os filmes sempre tiveram mulheres jovens e atraentes como as protagonistas que lutam contra Jason nos momentos finais. Ao contrário de seus antecessores, essa é a primeira sequência da série com dois sobreviventes no final, sendo um deles do sexo masculino, e atualmente é o único filme da série em que o sobrevivente é uma criança. Os cineastas acreditavam que nunca tinham visto nada parecido antes em filmes de terror e queriam criar personagens que o público não gostaria de ver feridos ou mortos. Ao incluir a família Jarvis (mãe divorciada, filha adolescente, filho pré-adolescente) contracenando com a típica turma de adolescentes excitados, os realizadores pretendiam adicionar maior diversidade dramática e tragédia à história. Assim, permanece discutível a intencionalidade dos paralelos entre Jason e Tommy. O interesse de Tommy em ser maquiador com máscaras e adereços serve de homenagem a Tom Savini.

### Escolha do elenco
A atriz Camilla More fez o teste para o papel de Samantha, mas quando os cineastas descobriram que ela tinha uma irmã gêmea chamada Carey, elas receberam os papéis de Tina e Terri. Carey More tinha aparecido ao lado da irmã em comerciais de chicletes da Doublemint. Os produtores estavam tão entusiasmados com a ideia da presença das gêmeas no filme, que o teste de elenco de Carey consistiu na leitura de uma única linha do roteiro.
Amy Steel, atriz que interpretou a protagonista Ginny Field na segunda parte da série, convenceu o ator Peter Barton a participar do filme. Ele e Steel protagonizaram a sitcom The Powers of Matthew Star e, quando a comédia foi cancelada e deixou de ir ao ar, foi oferecido a Barton um papel no filme. Inicialmente, Barton tinha ressalvas, pois ele não queria se envolver com o gênero terror, especialmente por não ter gostado de trabalhar no filme Hell Night (1981). Contudo, devido ao envolvimento de Steel na segunda sequência, ele foi convencido por ela a participar na quarta parte da série.
Quando os agentes da atriz Bonnie Hellman contaram a ela sobre assumir o papel da caroneira no filme, disseram que ela não iria querer fazer isso, já que não havia falas para o personagem, mas mesmo assim ela aceitou o papel.
O maquiador Tom Savini, que trabalhou na primeira parte, concordou em voltar a trabalhar em um filme da série, pois queria matar o personagem Jason, que ele havia ajudado a criar.

### Filmagens

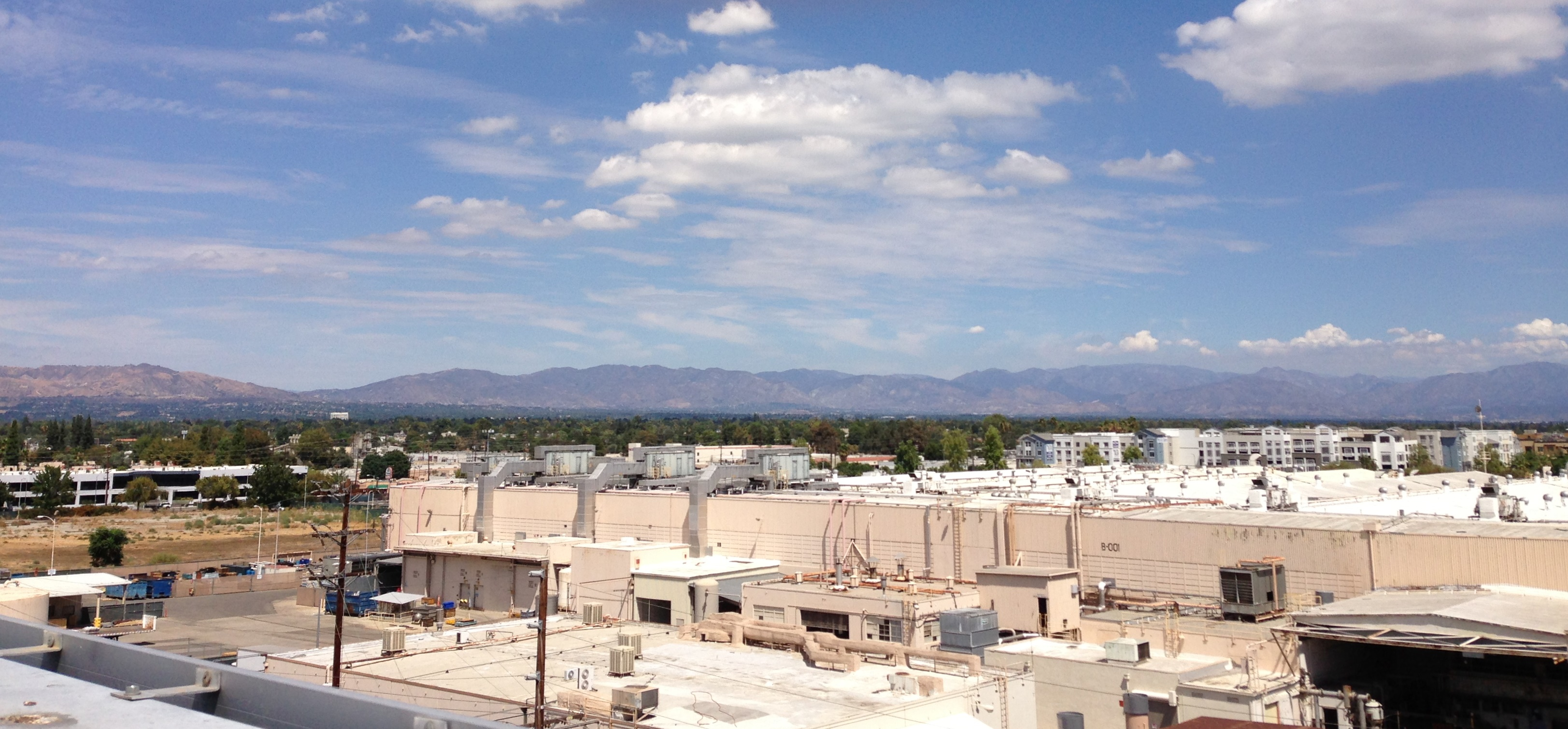
Vista panorâmica de Topanga, uma das locações do filme.

As filmagens iniciaram em outubro de 1983 e terminaram em janeiro de 1984, em Topanga Canyon e Newhall, na Califórnia. O lançamento do filme estava originalmente previsto para outubro de 1984, mas quando o CEO da Paramount, Frank Mancuso Sr., teve uma prévia do material e ficou bastante entusiasmado com o resultado, o lançamento foi antecipado para abril de 1984. Na única ocasião em que a Paramount colaborou com a produção da sequência, a empresa alugou uma casa em Malibu para os cineastas se hospedarem e conduzirem seções de edição, com direito a refeições por conta do estúdio. A equipe mal terminou de estabelecer a data de lançamento, e muitas filmagens tiveram de ser cortadas às pressas para as exibições do filme na televisão.
Houve diversos problemas de produção no set. Devido ao péssimo tratamento do diretor Zito aos atores e ao orçamento do filme, muitos atores tiveram que realizar acrobacias desconfortáveis ou perigosas durante as filmagens. Judie Aronson foi obrigada a permanecer submersa em um lago quase congelante (pelo que mais tarde ela desenvolveu hipotermia) e Peter Barton foi realmente empurrado contra a parede do chuveiro na cena em que Jason o ataca. Ted White, que interpretou Jason, incomodado com o tratamento dado a seus companheiros de elenco, pediu permissão para que Barton usasse um crashpad e ameaçou desistir do projeto quando Zito se recusou a permitir que Aronson saísse do lago entre as tomadas. White e Zito mantiveram um relacionamento hostil no set, o que resultou em White exigindo que seu nome fosse removido dos créditos.
Segundo White, Corey Feldman manteve uma atitude mal-humorada no set devido ao tratamento de Zito. Ao filmar a cena de Tommy desmembrando o corpo de Jason com um facão (na verdade eram dois sacos de areia que ele atacava), Feldman fingiu que os sacos de areia amassados eram o próprio Zito. De acordo com o livro Crystal Lake Memories: The Complete History of Friday the 13th, a atriz Kimberly Beck afirmou que não gostava do gênero terror. Além disso, ela achava que o filme estava mais para um filme C do que para filme B. Durante as filmagens, Kimberly teve encontros estranhos, incluindo um homem que a observava enquanto ela corria no parque e recebia telefonemas estranhos o tempo todo. Isso parou quando a produção foi concluída.

## Música
A trilha sonora do filme foi composta por Harry Manfredini, que compôs a partitura de todas as sequências anteriores da série. Em 13 de janeiro de 2012, a La-La Land Records lançou um boxset de 6 CDs em edição limitada contendo as partituras de Manfredini dos seis primeiros filmes da série. O lançamento esgotou em menos de 24 horas após ser disponibilizado.
A música "Love Is a Lie", da banda Lion é destaque no filme, mas não aparece na trilha sonora.

## Lançamento e recepção

### Bilheteria
Friday the 13th: The Final Chapter estreou na sexta-feira, 13 de abril de 1984, em 1.594 salas e obteve uma arrecadação bruta de US$ 11.183.148 em seu primeiro fim de semana, tornando-se o sexto filme com maior bilheteria do ano. O longa acabaria por render um total de US $ 32.980.880 nas bilheterias dos Estados Unidos. Ficou em número 26 na lista dos filmes de maior bilheteria de 1984.

### Crítica
O site de críticas cinematográficas Rotten Tomatoes mostra que apenas 25% de 24 críticos de cinema deram uma crítica positiva ao filme; a média de classificação é de 4,2 de 10. O filme recebeu o que a revista The Week caracterizou como "críticas severas", especialmente dos críticos de cinema Gene Siskel e Roger Ebert, com o último considerando o filme "um lixo imoral e repreensível". Scott Meslow resumiu as críticas de Roger Ebert e definiu o longa como "uma recriação cínica" dos filmes anteriores. Meslow, em contrapartida, diz que o filme tenta dar um fim à série enquanto se concentra mais na caracterização do que no gore. Em uma retrospectiva da série, Kyle Anderson, da Entertainment Weekly classificou o filme como o melhor da franquia, elogiando sua narrativa e suas cenas de morte.